# Sándwich de chola
El sándwich de chola es un tipo de sándwich típico y originario de Bolivia, este consiste de un pan relleno de diferentes ingredientes como el queso de cerdo, verduras en escabeche, tomate, y quirquiña.

## Denominación
La denominación del sándwich se debe posiblemente a las personas que tradicionalmente han comercializado este platillo en el país: cholas bolivianas. El nombre se ha hecho extensivo también a espacios de gran concentración de quioscos de expendio de este sándwich, como el espacio denominado Las cholas en la Zona de La Florida en La Paz.

## Historia
El historiador Paredes Candia menciona que el emparedado, originalmente, consistía en chorrellana (tomate, cebolla y locoto) con una lonja o lonjas de carne de res (pulpa) asada en perol y colocada en marraqueta o sarna el cual era servido por las señoras que le dieron el denominativo. En una editorial del periódico Última Hora, Raúl Salmón de la Barra hace mención a un peculiar Sándwich que se ofrecían en las noche paceñas refiriendo:
"... si en mis gustos está el anticucho, la salteña y ese sándwich que solo las manos de la chola paceña puede dar...", 
también refiere que en una tertulia el periodista Paulovich (Alfonso Prudencio), decidió escribir una columna en defensa del verdadero sándwich de Chola, hablando de su "caserita" que se encontraba por la Estación Central donde tenía su puesto de venta, refiere que en las madrugadas con un perol caliente y humeante esperaba a los comensales, degustando la marraqueta ablandada con los jugos de la chorrellana, y describiendo la desaparición inminente de una de sus comidas callejeras favoritas y dando paso al nuevo manjar.
Por los años 70s y 80s el sándwich de cerdo y pollo con escabeche se hizo muy popular, sobre todo en zonas del casco viejo, calle Graneros, final Saveedra (Estado Mayor), y Estación Central, llegando a la zona sur de la ciudad de La Paz por invitación de la Alcaldía y vecinos de la zona, por la realización de la feria Internacional de Los Andes, asentado en el parque familiar llamado "Las Cholas", según el escritor Paredes Candia la llamativa vestimenta y los deliciosos sándwiches de cerdo y pollo, permitieron sentar cimientos en el lugar, logrando el denominativo final de los famosos sándwiches de chola, Personajes de la farándula, youtubers, influencers, músicos y artistas nacionales e internacionales en general, destacan y mencionan la obligación de probar este platillo al visitar la ciudad de La Paz.

## Ingredientes
Los ingredientes de este emparedado son:
- Pan redondo también llamado sarnita.
- Lonjas de jamón de cerdo horneadas.
- Escabeche o ensalada.
- Cuerito crocrante de cerdo.
- Salsa de ají amarillo o llajua.

El Cerdo (jamón o paletilla) es cocido lentamente en hornos a gas o leña, preparado en salmuera y cocido en agua hasta provocar el dorado de la capa externa, el cuero de cerdo se lo prepara aparte siendo un proceso peculiar dónde una vez cocido y dejándolo en reposo (debe estar totalmente seco) y se procede a freírlo en manteca de cerdo provocando la textura burbujeante y crocante  del cuero que acompañará al sándwich.